# Copidognathus magnipalpus
Copidognathus magnipalpus är en spindeldjursart som först beskrevs av Police 1909.  Copidognathus magnipalpus ingår i släktet Copidognathus, och familjen Halacaridae. Arten är reproducerande i Sverige.